# Het Steen (Anversa)
Het Steen (letteralmente: "La Rocca", in neerlandese) è un castello medievale della città di Anversa, nelle Fiandre (Belgio), eretto all'incirca tra il 1200 e il 1225 e rimodellato nella forma attuale nel XVI secolo sotto l'impero di Carlo V. È il più antico edificio della città.
Nel corso dei secoli, il castello ha assolto varie funzioni: fu la residenza del margravio di Anversa e, per cinque secoli (1303-1827), fu adibito a prigione. Inoltre, ha ospitato al suo interno per oltre cinquant'anni (1952-2008) il Nationaal Scheepvaartmuseum, il museo nazionale della navigazione.

## Ubicazione
L'edificio si trova al nr. 1 di Steenplein, lungo la sponda destra del fiume Schelda.

## Storia
Nel luogo dove ora si trova Het Steen, sorgeva un tempo una fortezza risalente al IX secolo. Il castello attuale fu costruito intorno al 1220-1225 come residenza per il margravio di Anversa. A quell'epoca, l'edificio era noto come Antwerpse Burcht, ovvero "Fortezza di Anversa".

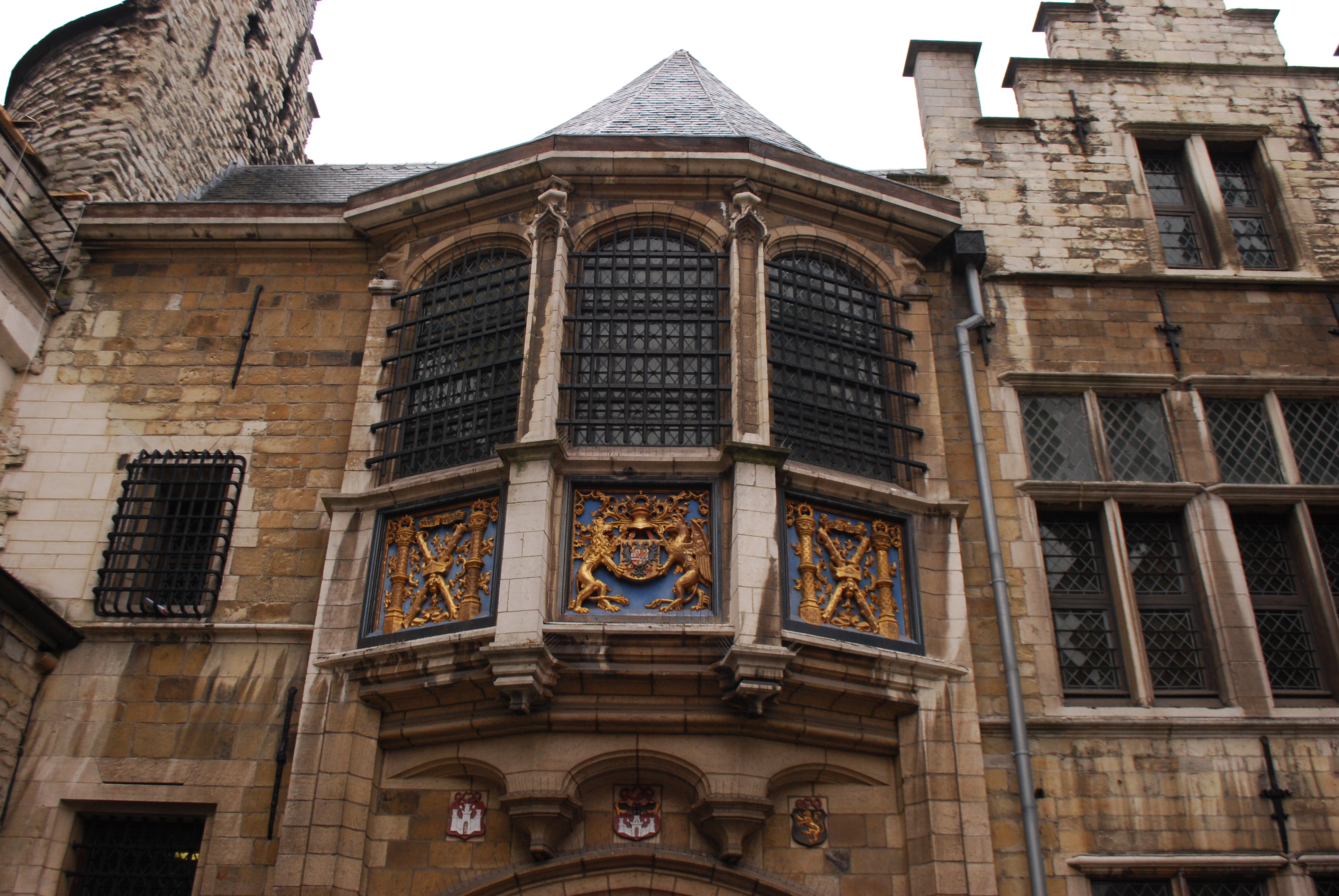
La cappella a sporto del 1520

Intorno al 1520 fu intrapresa un'ampia opera di ampliamento del castello per volere dell'imperatore Carlo V che ne affidò i lavori ai celebri architetti fiamminghi Keldermans e De Waghemakere. Da quel momento, l'edificio prese il nome di 's Heeren Steen, ovvero Rocca dei Signori, in seguito accorciato in Het Steen. Risale a questo periodo la'elegante cappella a sporto sopra l'ingresso, con il motto di Carlo V: Plus Outre.
Sempre nel corso del XVI secolo, ebbero luogo nel castello diverse esecuzioni di persone condannate per eresia. Alla fine del XIX secolo, una parte consistente del castello fu demolita per favorire l'ampliamento del porto di Anversa. Tra il 1889 e il 1890, fu aggiunta al castello un'ala in stile neogotico, rimossa però durante l'opera di restauro intrapresa tra il 1953 e il 1958.
Nel 1952, fu annesso al castello il Nationaal Scheepvaartmuseum, il museo nazionale della navigazione. Il museo, che ospita una collezione di 94.000 pezzi, è stato chiuso nel dicembre del 2008, in attesa di essere trasferito presso il Museum aan de Stroom.

## Caratteristiche e curiosità
Di fronte all'ingresso del castello, si trova la statua di Lange Wapper, un gigante che - secondo la leggenda - di notte si aggirava per le vie di Anversa, spaventando gli abitanti della città.
L'ingresso dell'edificio è sormontato da un bassorilievo con un uomo a gambe divaricate, che un tempo recava un fallo enorme. Rappresenta Semini, una divinità celtica della fertilità, poi in parte rimosso e sfigurato dai Gesuiti puritani nel XVII secolo.

## Galleria d'immagini

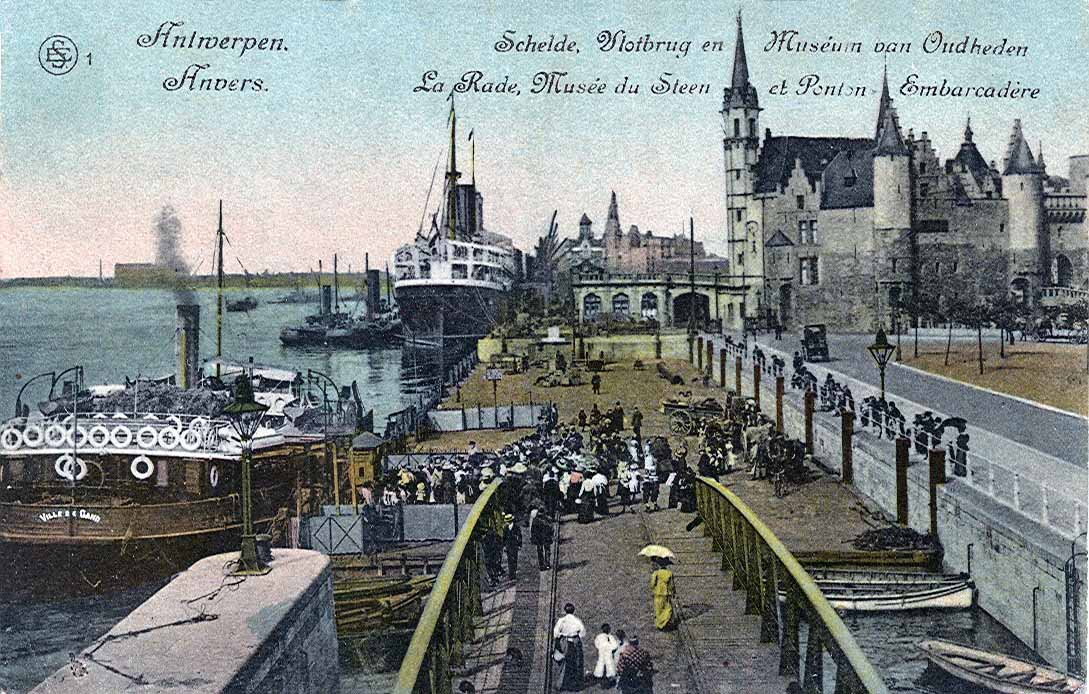
Het Steen agli inizi del XX secolo
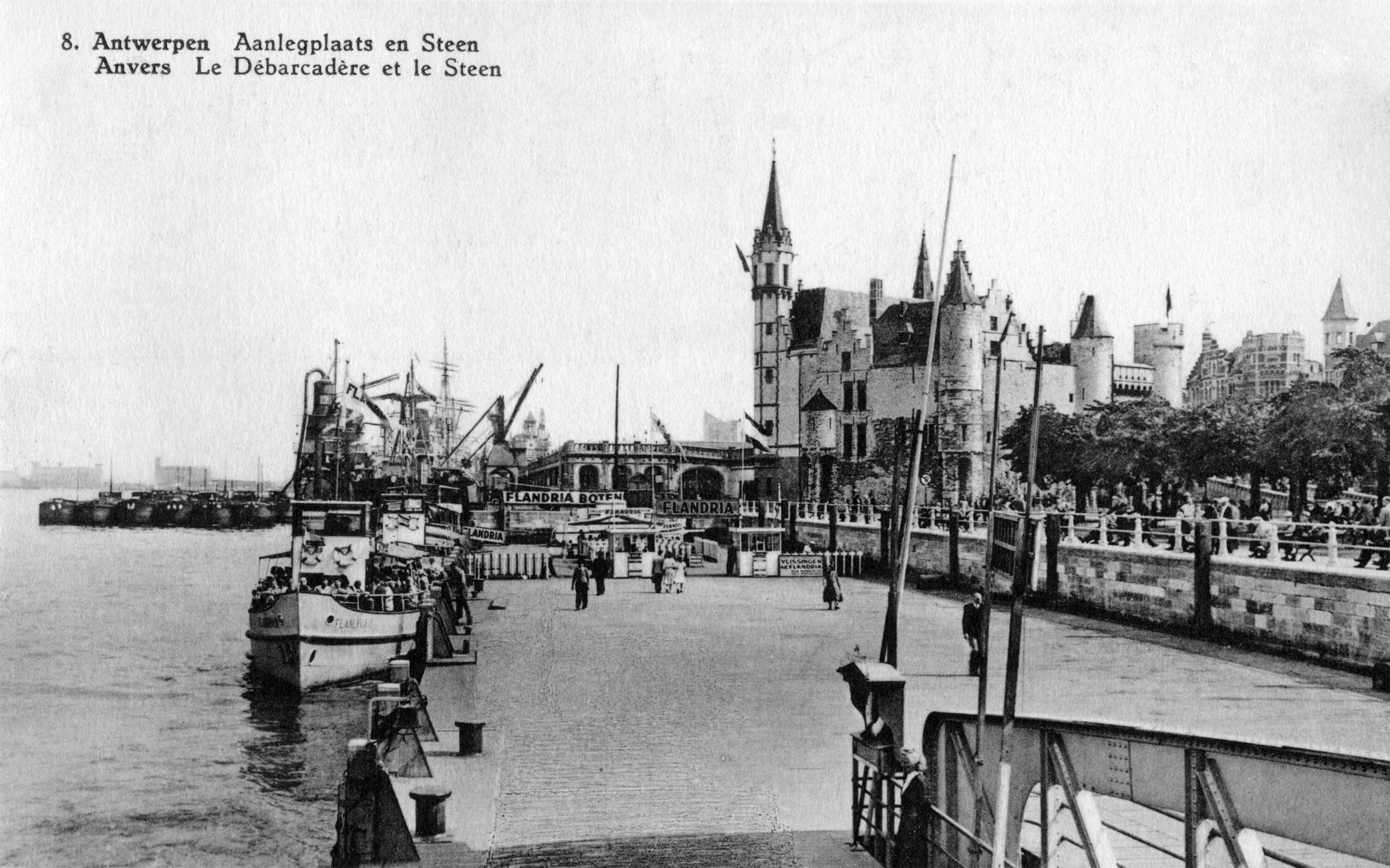
Het Steen intorno al 1930
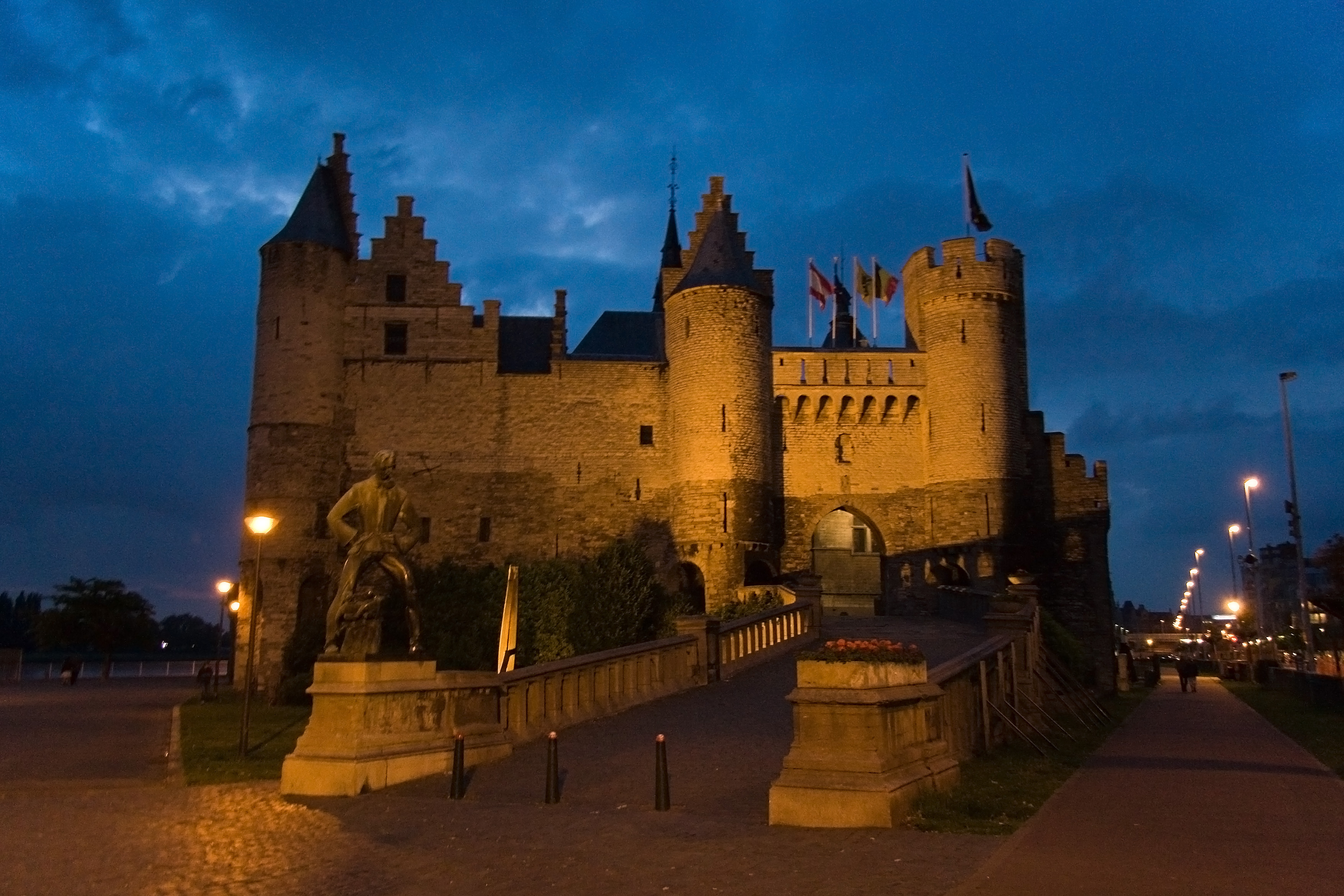
Veduta notturna
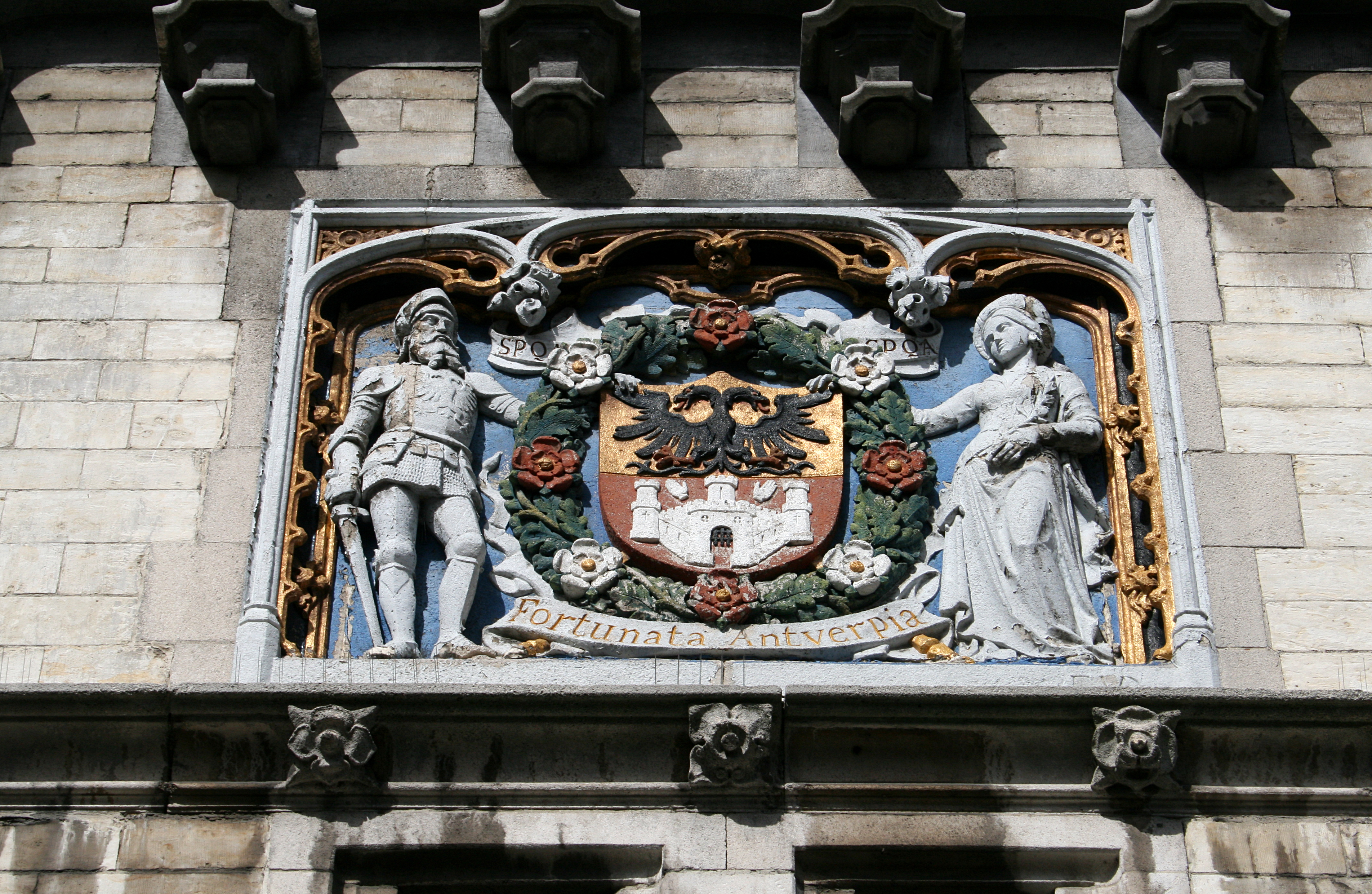
stemma di Anversa sulle mura del castello